# Granófiro

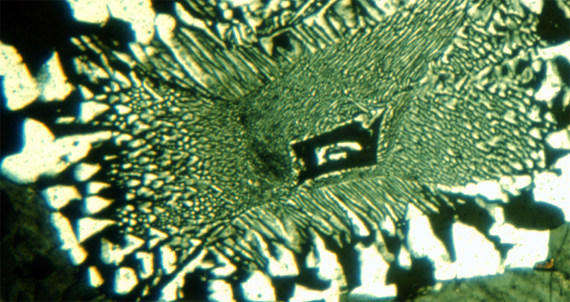
Micrografia obtida com um luz polarizada da estrutura cristalina de quartzo e feldspato num granófiro (intrusão de Muskox), em secção fina (a largura do campo é 1,5 mm).

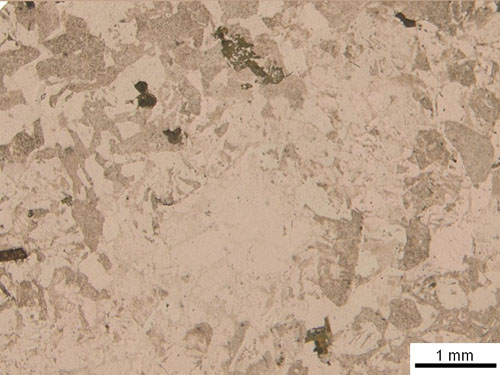
Micrografia com luz polarizada (um só prisma de Nicol).

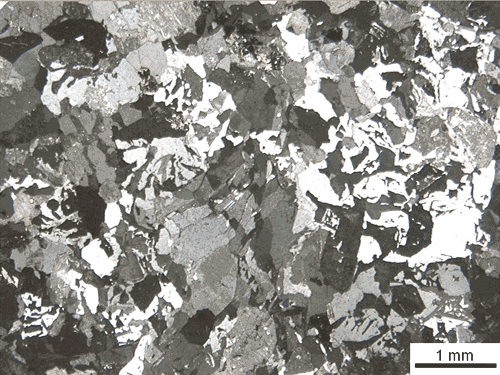
Micrografia com luz polarizada (com prismas de Nicol cruzados).

Granófiro (de granito e pórfiro) é uma rocha subvulcânica de composição química semelhante à dos granitos, em cuja constituição predominam o quartzo e os feldspatos alcalinos em formas cristalinas angulares que se interpenetram. A textura é porfirítica, apresentando a característica textura gráfica a micrográfica de intercrescimento de quartzo e feldspato alcalino.

## Descrição
O granófiro distingue-se das restantes rochas hipabissais pela sua textura característica designada por granofírica. A textura pode ser similar à textura micrográfica ou aproximar-se das estruturas grosseiras constituídas pelo intercrescimento de cristais de de quartzo e de feldspatos alcalinos presentes nos pegmatitos.
Estas texturas documentam a cristalização simultânea de quartzo e feldspato a partir de uma massa de silicatos em fusão no ponto eutético, provavelmente in na presença ode uma fase rica em água. Este tipo de cristalização pode também ocorrer quando o magma esteja significativamente super-arrefecido, não necessariamente sob condições eutécticas.
Os granófiros são frequentemente associados com rochas efusivas da mesma composição química, em geral riolitos, e representam os produtos de cristalização de magma granítico em condições subvulcânicas.
A proporção entre o quartzo e feldspato nos granófiros corresponde exactamente ao ponto eutética dos sistema quartzo-ortoclase-albite e a sua estrutura é semelhante à observada em algumas ligas metálicas que representam o ponto eutético de múltiplos sistemas.
Os granófiros são normalmente rochas intrusivas que cristalizaram a pequena profundidade, daí serem também designadas como rochas subvulcânicas ou rochas hipabissais, tendo em geral composição semelhante à dos granitos. Uma ocorrência comum de granófiro é no interior de intrusões ígneas dominadas por rochas com composições semelhante ao gabro quando apresentam estrutura em camadas. Em tais situações, o granófiro pode formar-se como um produto final da cristalização fraccionada de um magma máfico ou por fusão das rochas encaixantes quando um magma máfico as penetre, ou ainda pela combinação dos dois processos.
Os granófiros podem também ser formados como a camada estratigráfico superior resultante da fusão das rochas da crusta média-alta pelo impacto de um meteorito. Por exemplo, a camada superior da massa principal da estrutura Sudbury, com 1850 Ma de idade, é composta de rochas graníticas de grão fino a médio com abundante textura granofírica.